# شهرستان لاتیمر (اکلاهما)
شهرستان لاتیمر، اکلاهما (به انگلیسی: Latimer County, Oklahoma) شهرستانی در ایالات متحده آمریکا است که در اکلاهما واقع شده‌است.

## خصوصیات
شهرستان لاتیمر ۱٬۸۸۸ کیلومترمربع مساحت دارد.